# Grödig
Grödig è un comune austriaco di 7 200 abitanti nel distretto di Salzburg-Umgebung, nel Salisburghese; ha lo status di comune mercato (Marktgemeinde).

## Monumenti e luoghi d'interesse
- Castello di Glanegg nell'omonima località.

## Sport
La principale squadra di calcio della città è lo Sportverein Grödig.